# Девето чудо на истоку
Девето чудо на истоку је југословенски филм из 1972. године. Режирао га је Влатко Филиповић, а сценарио је писао Анђелко Вулетић.